# Hantkenina
Hantkenina és un gènere de foraminífer planctònic de la família Hantkeninidae, de la superfamília Hantkeninoidea, del subordre Globigerinina i de l'ordre globigerinida. La seva espècie tipus és Hantkenina alabamensis. El seu rang cronoestratigràfic abasta des del Lutecià fins al Bartonià (Eocè mitjà).

## Descripció
Hantkenina incloïa espècies amb petxines planiespiralades, involuta, de manera biumbilicada biconvexa a estrellada; les seves càmeres eren subglobulars a ovoïdals, amb una tubuloespina gruixuda amb terminació en punxa i que parteix des de la part anterior de cada cambra; les tubuloespines estaven buides, presentaven un diminut porus distal i podien tenir una ornamentació d'estries helicoidals; les seves sutures intercamerals eren incidides i rectes; el seu contorn equatorial era lobulat, típicament estrellat per les tubuloespines; seva perifèria era arrodonida a subaguda, però mai desenvolupa carena; el melic era moderadament ampli; seva obertura principal era interiomarginal, equatorial, amb forma d'arc baix i protegida per un pòrtic amb dos amplis vores o solapes laterals; poden conservar relictes les obertures de les càmeres precedents; presentaven paret calcítica hialina, perforada amb porus cilíndrics i superfície llisa o puntuada, de vegades pustulada a l'àrea umbilical

## Discussió
Han estat reconeguts diversos estadis evolutius de Hantkenina, els quals ha permès definir diversos subgèneres o gèneres: Applinella, Aragonella, Cribrohantkenina, Hantkeninella i Sporohantkenina. No obstant això, la major part d'ells van ser considerats sinònims posteriors de Hantkenina o sinònims entre si.

## Paleoecologia
Hantkenina incloïa espècies amb una manera de vida planctònic, de distribució latitudinal cosmopolita, preferentment tropical-subtropical, i habitants pelàgics d'aigües profundes (mig mesopelàgic inferior a batipelàgic superior).

## Classificació
Hantkeninainclou a les següents espècies:
- Hantkenina alabamensis †
  - Hantkenina alabamensis primitiva †
- Hantkenina australis †
- Hantkenina brevispina †
- Hantkenina dumblei †
- Hantkenina liebusi †
- Hantkenina longispina †
- Hantkenina mexicana †
  - Hantkenina mexicana var. aragonensis †
- Hantkenina nanggulanensis †
- Hantkenina nutalli †
- Hantkenina primitiva †

Altres espècies considerades en Hantkenina són:
- Hantkenina aragonensis †
- Hantkenina compressa †
- Hantkenina danvillensis †
- Hantkenina gohrbandti †
- Hantkenina inflata †
- Hantkenina lehneri †
- Hantkenina mccordi †
- Hantkenina multispinata †
- Hantkenina singanoae †
- Hantkenina suprasuturalis †
- Hantkenina thalmanni †
- Hantkenina trinidadensis †

En Hantkenina s'ha considerat el següent subgènere:
- Hantkenina (Applinella), acceptat com a gènere Applinella
- Hantkenina (Aragonella), acceptat com a gènere Aragonella
- Hantkenina (Bolliella), acceptat com a gènere Bolliella
- Hantkenina (Cribrohantkenina),acceptat com a gènere Cribrohantkenina
- Hantkenina (Hantkeninella), acceptat com a gènere Hantkeninella
- Hantkenina (Spirohantkenina), acceptat com a gènere Spirohantkenina